# ヨナス・マンヴィーダス
ヨナス・マンヴィーダス（リトアニア語: Jonas Manvydas、ポーランド語: Jan Monwid、1400年頃 - 1458年）は、リトアニアの貴族でアルベルタス・ヴァイティエクス・マンヴィーダスの息子である。1437年からポジーリャとクレメニチの総督を、1438年にはシュヴィトリガイラの元帥を、1443年から1458年にかけてトラカイのヴァイヴァダを、1458年にはヴィリニュスのヴァイヴァダをそれぞれ勤めた。
1432年から1439年までにかけてのリトアニア大公国の内戦時ではシュヴィトリガイラの傘下としてそれを終始積極的に支持する立場に回った。息子にはアルベルタス・ヨナイティスが、娘にはヤドヴィガ（アレクナ・スディマンタイティスと結婚）とソフィア（ミカロユス・ラドヴィライティスと結婚）がいた。
リトアニア大公カジミェラスよりミンスクの諸郡であるアミシェヴォ、 ヴァウォジン及びダイギヴァナを拝領することで父祖の地を倍増させた。1451年に従兄弟のペトラス・シモナス・ゲドガウダイティスが死ぬとミールの地を受け賜わった。